# Nymphalis angustata
Nymphalis angustata är en fjärilsart som beskrevs av Hermann Stauder 1922. Nymphalis angustata ingår i släktet Nymphalis och familjen praktfjärilar. Inga underarter finns listade i Catalogue of Life.